# Moschorhinus
Moschorhinus (лат.) — вымерший род тероцефалов, живших на границе перми и триаса в Южной Африке. Принадлежит к семейству Akidnognathidae, близкому к вайтсиидам (см. Theriognathus).

## Описание

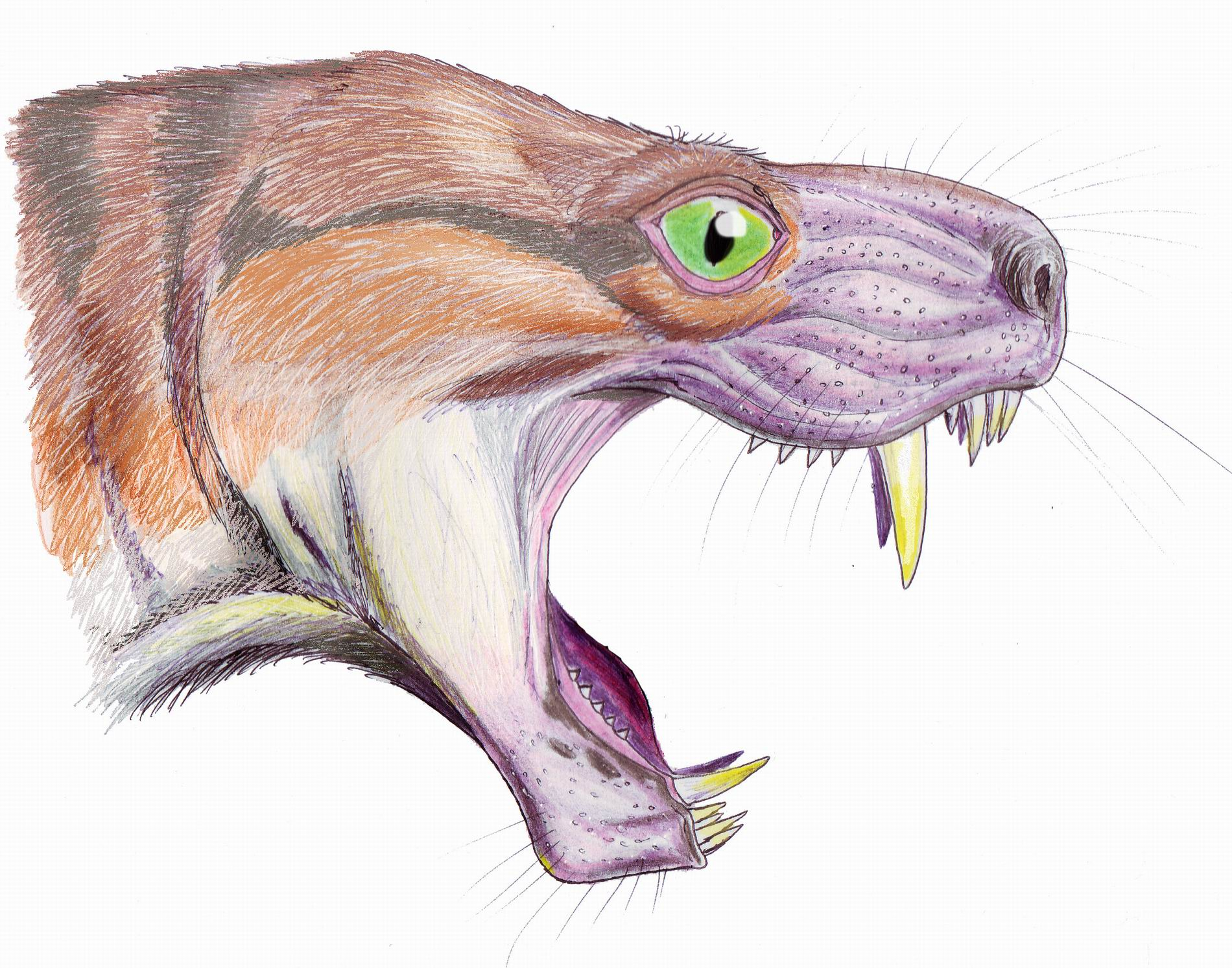
Moschorhinus kitchingi

Морда широкая, череп довольно массивный, мощные клыки и резцы, заклыковые зубы сокращены в числе. Клыки округлые в сечении, пасть могла открываться очень широко. Вторичное нёбо отсутствует, но могло существовать длинное мягкое нёбо. Длина черепа около 27 см. Хищное животное (возможно, падальщик), был похож на крупных кошек по способу укуса. Обычно считается, что Moschorhinus конвергентно сходен с горгонопсами и занял их экологическую нишу после пермской катастрофы (самые крупные экземпляры описаны из раннетриасовых отложений). 5 видов, часто указывается на существование лишь одного вида — Moschorhinus kitchingi.
Известен из Южной Африки, из отложений пермотриасовой границы (зоны Dicynodon — Lystrosaurus) возрастом около 250 млн лет. Судя по всему, пережил пермское вымирание, исчез в середине раннетриасовой эпохи.